# Città episcopale di Albi
La città episcopale di Albi (in francese Cité épiscopale d'Albi) è un complesso architettonico situato nel centro di Albi, in Francia. Il 31 luglio del 2010, l'UNESCO l'ha classificata come patrimonio dell'umanità.
Il complesso si trova sulla riva sinistra del fiume Tarn e corrisponde al centro storico albigese. Dominata dalla Cattedrale di Santa Cecilia, fu edificato a partire dal X secolo. Nel XIII secolo, dopo la Crociata albigese la città divenne una potente sede episcopale in cui la chiesa cattolica voleva dimostrare la sua potenza.

## Elementi
- Cattedrale di Santa Cecilia, classificata nel 1862 come Monumento storico
- Palais de la Berbie, classificato nel 1965 come Monumento storico
- Pont Vieux, classificato nel 1921 come Monumento storico
- Bourg ;
- Collegiata San-Salvi classificata nel 1846 e 1922 come Monumento storico